# Josip Novaković
Josip Novaković (Josip Novakovich) (Daruvar, 30. travnja 1956.) je hrvatski iseljenički pisac, koji stanuje u SAD-u, u državi Ohiju. Piše na engleskom jeziku.  
Njegovi djed i baka su iselili iz Hrvatske, koja je onda još bila dijelom Austro-Ugarske, u SAD, u Cleveland, Ohio. Nakon Prvog svjetskog rata djed mu se vratio u domovinu. Josip se je rodio 1956. u Daruvaru, studirao medicinu na novosadskom sveučilištu, a s 20 je godina napustio Jugoslaviju. Studij je završio u SAD-u. Prvo se je školovao na koledžu Vassar (B.A.), sveučilištu Yaleu (M.Div.) te na Teksaškom sveučilištu u Austinu (M.A.).
Objavio je roman April Fool's Day, tri zbirke kratkih priča (Yolk, Salvation and Other Disasters, Infidelities: Stories of War and Lust), dvije zbirke autobiografskih crtica Apricots from Chernobyl, Plum Brandy: Croatian Journey te dva priručnika za umijeće pisanja Writing Fiction Step by Step, Fiction Writer's Workshop.
Djela je objavio u skoro svim vrhunskim američkim književnim časopisima (Ploughshares, New York Times Magazine, Double Take, The Threepenny Review i dr.), a
Predavao je na koledžu Nebraskanske indijanske zajednice, koledžu Bard, sveučilištu Moorheadu, Antiohijskom sveučilištu u Los Angelesu, sveučilištu u Cincinnatiju te na pennsylvanijskom državnom sveučilištu. Planira prijeći u Montreal predavati na sveučilištu Concordiji.

## Nagrade
Novaković je primio niz nagrada. Dobitnik je Whitingove nagrade za pisce, Guggenheimove stipendije, dvije stipendije Nacionalnog fonda za umjetnost, nagradu fondacije Ingram Merrill te Američka knjiške nagrade fondacije Before Columbus. Triput je bio dobitnik nagrade Pushcart) i nagrade O.Henry.
Djela mu se nalaze u antologijama The Best American Poetry i O'Henry Prize Stories.
Literatura:
http://www.matis.hr/zbornici/2001/Text/Text4-1.htm  Arhivirana inačica izvorne stranice od 11. veljače 2008. (Wayback Machine) Hrvatski iseljenički zbornik 2001., Vladimir P. Goss: Hrvatski duh u engleskom ruhu

## Vanjske poveznice
- Web-stranica pisca